# Jaunpur (ciutat)
Jaunpur (hindi जौनपुर, urdú جون پور) és una ciutat i municipalitat de l'Índia, capital del districte de Jaunpur a Uttar Pradesh, situada a 25° 44′ N, 82° 41′ E / 25.73°N,82.68°E al riba del Gumti. Al cens del 2001 consta amb una població de 159.996 habitants. La població el 1872 era de 35.003 habitants; el 1881 de 42.845, el 1891 de 42.815 i el 1901 de 42.771.

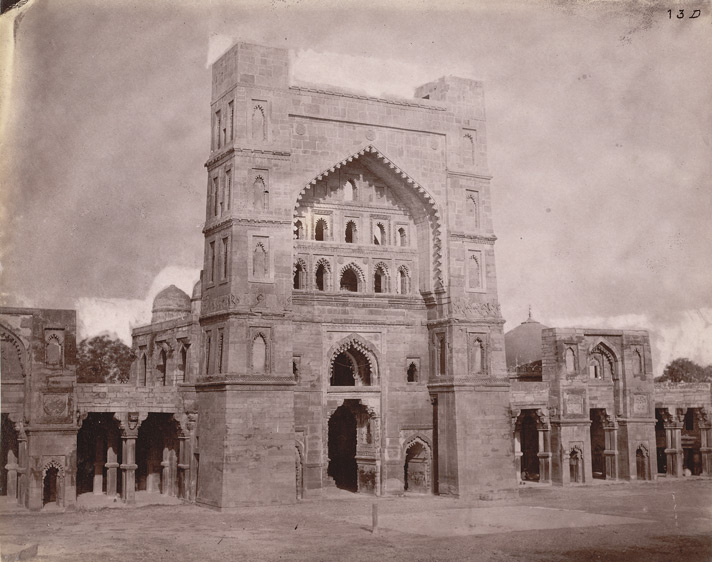
Jaunpur Atala Masjid.

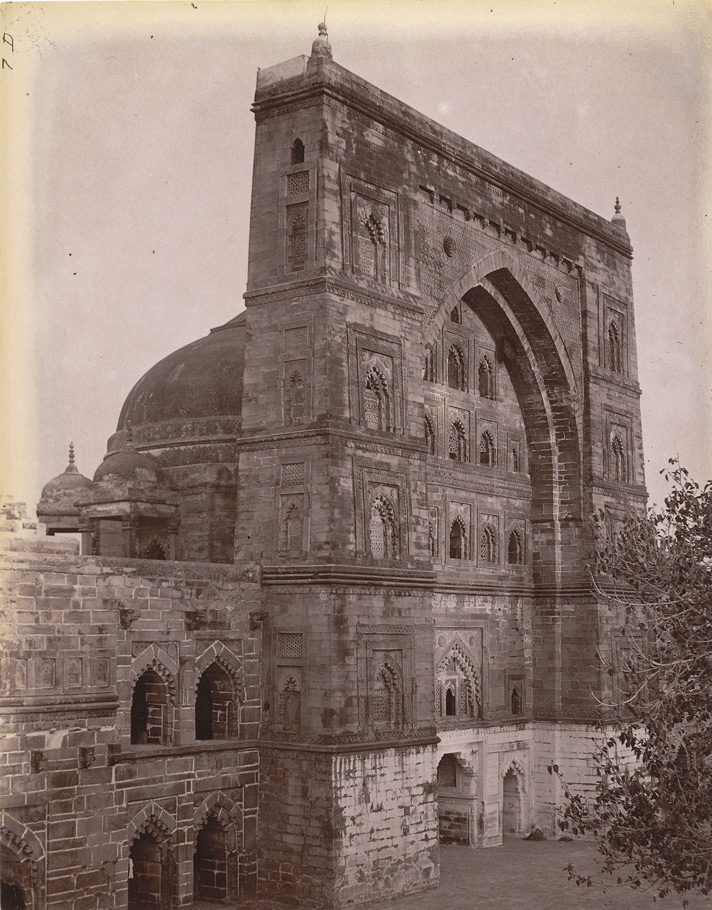
Jaunpur Jama Masjid

## Monuments
- Pont Shahi
- Yamdagni Ashram
- Museu Arqueològic
- Museu Botànic
- Museu Zoològic
- Atala Masjid (mesquita)
- Jama Masjid (mesquita)
- Lal Darwaza Masjid (mesquita)
- Kadam Rasool
- Sadar Imambara
- Shitla Choukiya Dham
- Temple de Maihar Devi
- Temple de Sheetla Devi
- Temple Trilochan Mahadev

## Etimologia i orígens
Jaunpur (Jawnpur, Jawanpur, Jamanpur) pòdria derivar de Jamadagni, un famós rishi (savi-poeta) en honor del qual s'havia construït una capella; els musulmans diuen que riva d'Ulugh Khan Juna, que després fou Muhammad Shah II Tughluk de Delhi. Fins al segle xiv la veïna Zafarabad era la ciutat principal de la regió però les restes demostren que ja existia una antiga ciutat al lloc de Jaunpur; una capella dedicada a Karar Bir, el dimoni gegant que fou mort per Rama, rei d'Ayodhya, es va construir prop del fort i aquest hauria estat construït per Bijai Chand de Kanauj al segle xii.

## Història
In 1359 Firuz Shah Tughluk es va aturar a Zafarabad de camí a Bengala i li va agradar el lloc de Jaunpur; va decidir fundar allí una ciutat que es va construir en els següents mesos (1359-1360). Uns anys després Jaunpur fou convertida en seu d'un governador i el 1394 l'eunuc habshi Khwaja-i-Jahan, que era wazir, en va rebre el nomenament. Fou l'origen de la dinastia Xàrquida del seu títol de Malik al-Shark (rei d'Orient).
Va ser del sultanat de Delhi entre 1486 i 1526 i de l'Imperi Mogol entre 1526 i 1722 i nominalment fins al 1775. El 1775 va passar als britànics amb la cessió de la província de Benarés i hi fou nomenat un ajudant subordinat al resident a Benarés. Un judge magistrat fou nomenat el 1795 i el 1818 va esdevenir seu d'un subcol·lector i poc després d'un col·lector.
El 1859 foren destruïdes les restes del fort del segle xiv (les torres i els edificis que restaven) així com una calçada construïda al segle xvi, i una mesquita del 1376; en canvi uns banys turcs construïts per Ibrahim Shah Sharki es van salvar. Altres edificis importants eren l'Atala Masjid, que fou construïda per Ibrahim Shah i acabada el 1408. La Dariba Masjid, construïda per dos nobles de la cort d'Ibrahim, que hauria estat construïda sobre el temple obra de Bijai Chand de Kanauj. La mesquita Jhanjhri que fou construïda per Ibrahim Shah al lloc del temple de Jai Chand a Muktaghat, però fou enderrocada per Sikandar Lodi. La mesquita Lai Darwaa que fou construïda per Bibi Raji, esposa de Mahmud Shah, i és petita. I la Jama Masjid de Husayn Shah que s'hauria construït el 1438 però les obres van estar aturades molts anys i no es va acabar fins a 1478.
La municipalitat es va formar el 1867. La indústria de perfums va esdevenir progressivament inviable al segle XX i avui dia la ciutat és una de les més deprimides de l'Índia.